# John Madden
John Madden (Portsmouth, 8 de abril de 1949) é um cineasta inglês. É diretor do filme Shakespeare in Love, indicado a 13 Óscars em 1999, entre eles, o de melhor diretor.

## Filmografia

### Cinema
- 2022 - Operacion Minecemeat[2][3]
- 2015 - O Exótico Hotel Marigold 2[4]
- 2011 - O Exótico Hotel Marigold
- 2010 - The Debt[5]
- 2005 - A Prova (Proof)
- 2006 - Killshot
- 2001 - Capitão Corelli (Captain Corelli's Mandolin)
- 1998 - Shakespeare Apaixonado (Shakespeare in Love)
- 1997 - Mrs. Brown
- 1994 - Golden Gate

### Televisão
- 1996 - Truth or dare (TV)
- 1995 - Prime Suspect 4: The lost child (TV)
- 1994 - Meat (TV)
- 1993 - Ethan Frome
- 1990 - The Storyteller: Greek myths (TV)
- 1990 - The Widowmaker (TV)
- 1989 - After the war (TV)
- 1987 - A wreath of roses (TV)
- 1985 - Grown-ups (TV)

## Prémios e nomeações
- Recebeu uma nomeação ao Óscar de Melhor Realizador, por "Shakespeare in Love" (1998).[6]
- Recebeu uma nomeação ao Globo de Ouro de Melhor Realizador, por "Shakespeare in Love" (1998).[6]
- Recebeu uma nomeação ao BAFTA de Melhor Realizador, por "Shakespeare in Love" (1998).[6]
- Recebeu uma nomeação ao Prémio Bodil de Melhor Filme Americano, por "Shakespeare in Love" (1998).[6]